# Michael Stegmayer
Michael Stegmayer (* 12. Januar 1985 in Heidenheim an der Brenz) ist ein ehemaliger deutscher Fußballspieler und jetziger -funktionär, der von 2012 bis 2016 als Spieler beim SV Darmstadt 98 unter Vertrag stand. Mit Beendigung seiner aktiven Karriere im Sommer 2016 übernahm er dort den Posten des Teammanagers und leitet aktuell die Lizenzspielerabteilung des Vereins.

## Karriere als Spieler

### Vereine
Stegmayer wuchs in der schwäbischen Gemeinde Syrgenstein im Landkreis Dillingen an der Donau auf und begann beim Ortsteilverein SV Altenberg mit dem Fußballspielen. 2001 wechselte er – vom SSV Ulm 1846 kommend – in die Jugendabteilung des FC Bayern München, mit deren A-Jugend er 2004 Deutscher Meister wurde.
2004 rückte der meist als linker Außenverteidiger eingesetzte Stegmayer zu den Amateuren des FC Bayern München auf. Für die Mannschaft bestritt er bis 2006 50 Spiele in der Regionalliga Süd und erzielte vier Tore.
Zur Saison 2006/07 wechselte er zum Bundesligisten VfL Wolfsburg, für den er gleich zum Saisonauftakt zum Einsatz kam; jedoch meist dem erfahrenen belgischen Nationalspieler Peter van der Heyden den Vortritt lassen musste. Nachdem er in der Hinrunde insgesamt auf zehn Einsätze kam, davon sieben von Beginn an, wurde er von Trainer Klaus Augenthaler in der Rückrunde nur noch einmal eingesetzt. Sein einziger Einsatz in der Rückrunde (zudem in der Startelf) fand in der Allianz Arena gegen seinen ehemaligen Verein FC Bayern München statt.
Zur Saison 2007/08 wechselte er zum Zweitligisten FC Carl Zeiss Jena, bei dem er sich zu Beginn der Saison auf der linken Abwehrseite nur schwer gegen den georgischen Nationalspieler Ilia Kandelaki durchzusetzen vermochte.
Nach dem Ersatz des Trainers Frank Neubarth durch Valdas Ivanauskas im September 2007 entwickelte er sich jedoch zu einer festen Größe im Team und eroberte sich einen Stammplatz, und die Mannschaft in jener Saison erstmals das Halbfinale des DFB-Pokals. Zuvor besiegte man mit Arminia Bielefeld mit 5:4 im Elfmeterschießen, den 1. FC Nürnberg mit 2:1 nach Verlängerung und den VfB Stuttgart, erneut 5:4 im Elfmeterschießen, gleich drei Bundesligavereine – den amtierenden deutschen Meister Stuttgart dabei sogar auswärts im Gottlieb-Daimler-Stadion. Stegmayer wirkte in allen drei Spielen über 90 Minuten mit und hatte somit einen großen Anteil am erfolgreichen Abschneiden seines Vereins. Im Halbfinale musste man sich schließlich vor der DFB-Pokal-Rekordkulisse von 80.700 Zuschauern im Westfalenstadion gegen Borussia Dortmund mit 0:3 geschlagen geben, Stegmayer wirkte auch dort 90 Minuten mit. Mit dem Abstieg in die neu geschaffene 3. Liga konnte Stegmayer den Verein nach 30 Liga- und fünf Pokalspielen verlassen, da sein Vertrag eine entsprechende Klausel enthielt.
Von Juli bis Mitte Oktober 2008 vereinslos, verpflichtete ihn schließlich der Drittligist VfR Aalen, für den er in der Saison 2008/09 29 Spiele absolvierte und zwei Tore erzielte, aber den Abstieg in die Regionalliga Süd nicht verhindern konnte. 2009/10 schloss er sich gemeinsam mit seinem Aalener Teamkollegen Pascal Bader dem liechtensteinischen Hauptstadtklub FC Vaduz in der Challenge League, der zweiten Schweizer Liga, an. Im Saisonverlauf machte Stegmayer 23 Spiele in der Liga mit einem Torerfolg sowie vier Partien in der Qualifikation zur Europa League gegen den schottischen Verein FC Falkirk sowie den tschechischen Vertreter FC Slovan Liberec.
Zur Saison 2010/11 holte sein ehemaliger Trainer Klaus Augenthaler ihn nach Unterhaching in die 3. Liga. Nach zwei Spielzeiten wechselte er zur Saison 2012/13 zum Ligakonkurrenten SV Darmstadt 98, mit dem er als Tabellendritter und in den damit verbundenen und erfolgreich gestalteten Relegationsspielen zur Saison 2014/15 in die 2. Bundesliga und am Ende dieser als Tabellenzweiter in die Bundesliga aufstieg. Nachdem der Verein dort überraschend die Klasse hielt, beendete er nach der Saison 2015/16 seine Karriere und übernahm ab dem Sommer die Funktion des Teammanagers.

### Nationalmannschaft
Stegmayer spielte erstmals im DFB-Trikot, als er mit der U-17-Nationalmannschaft am 23. August 2001 in St. Florian mit 1:3 gegen die Auswahl der Schweiz verlor. Für die U-18-Nationalmannschaft kam er am 12. November 2002 in Herzlake beim 1:0-Sieg über die Auswahl Schottlands erstmals zum Einsatz. Für die U-19-Nationalmannschaft spielte er zwischen dem 26. August 2003 und dem 18. Juli 2004 elfmal, für die U-20-Nationalmannschaft zwischen dem 1. September 2004 und 13. April 2005 viermal.

## Karriere als Funktionär
Seit Juli 2016 ist er als Teammanager des SV Darmstadt 98 tätig. Im August 2021 wurde er in den zweiten Jahrgang des Zertifikatsprogramms „Management im Profifußball“ der DFB-Akademie aufgenommen, wo Sportverantwortliche von der DFL und dem DFB in 18 Monaten auf ihre Tätigkeit vorbereitet werden. Dieses schloss er im Mai 2023 erfolgreich ab.
In der Sommerpause 2023 wurde Stegmayer ins neu geschaffene Amt "Leiter Organisation Lizenzspielerabteilung" befördert. Den Posten des Teammanagers übernimmt Matthias Neumann.

## Erfolge
FC Bayern München
- Deutscher A-Junioren-Meister: 2003/04
- IFA Shield: 2005

FC Carl Zeiss Jena
- DFB-Pokal-Halbfinalist: 2007/08

FC Vaduz
- Liechtensteiner Cupsieger: 2010

SpVgg Unterhaching
- Gewinn des Bayerischen Toto-Pokal: 2011/12

SV Darmstadt 98
- Gewinn des Hessenpokals: 2013
- Aufstieg in die 2. Bundesliga: 2013/14
- Vizemeister der 2. Bundesliga und Aufstieg in die Bundesliga: 2014/15

## Sonstiges
Der ehemalige Bundesligaspieler Roland Stegmayer stammt wie Michael Stegmayer aus Syrgenstein, ist mit ihm jedoch weder verwandt noch verschwägert.